# Salix caprea
Il salicone o salice delle capre (Salix caprea L., 1753) è una pianta della famiglia delle Salicaceae.

## Descrizione
Cresce in forma di arbusto o albero alto fino a 13 metri. Ha rami distribuiti uniformemente e foglie ovoidali con margini poco seghettati, di colore verde chiaro superiormente e bianco-grigiastro per la fine peluria inferiormente.
Prima della ripresa vegetativa compaiono i fiori, riuniti in amenti eretti; quelli maschili di grandi dimensioni, sono forniti di moltissimi peli grigio-argentei, chiamati gattini; quelli femminili sono meno appariscenti di colore verdastro, disposte lateralmente ai vecchi rami.
Il frutto è una piccola capsula conico-allungata sessile e liscia.

## Distribuzione e habitat
La specie ha un ampio areale eurasiatico.
È specie pioniera che colonizza i margini dei boschi. Vive soprattutto nella fascia collinare e montana, ma si trova anche in pianura.

## Usi
Utilizzato anche come pianta foraggera nelle zone povere di pascoli.
Dal legname di questa pianta si ottiene un carbone a rapida combustione, ottimo per polvere nera o altri usi pirotecnici.